# جلكى نهرية أوكرانية

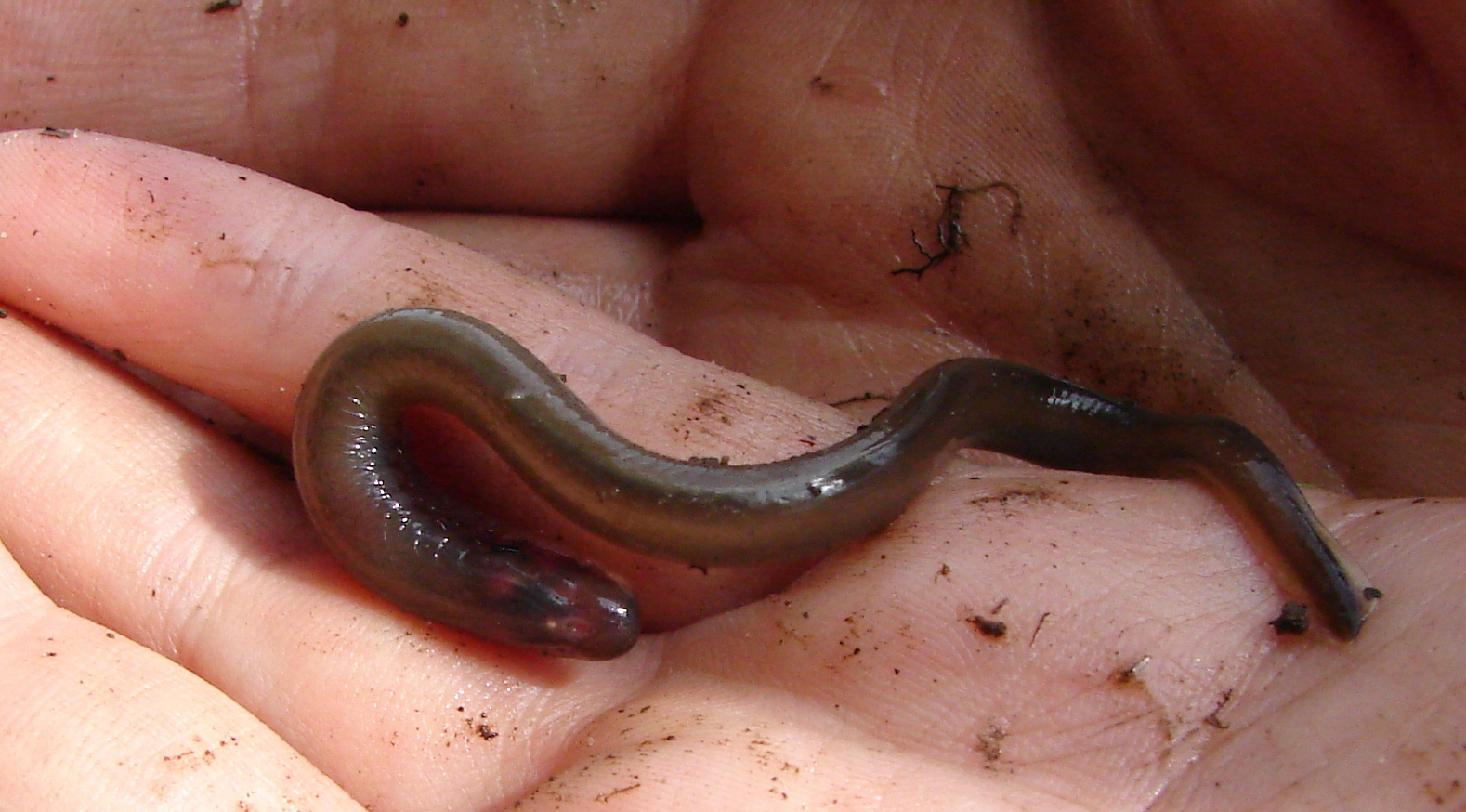

جلكى نهرية أوكرانية (الاسم العلمي: Eudontomyzon mariae) هي نوع من الحيوانات المائية يتبع جنس جلكى مسننة من فصيلة الجلكية.